# 国体論及び純正社会主義
『国体論及び純正社会主義』（こくたいろんおよびじゅんせいしゃかいしゅぎ）は、1906年（明治39年）5月9日に北輝次郎（後の北一輝）が刊行した自費出版書。23歳の時に著した千ページにおよぶ処女作である。
大日本帝国憲法における天皇制を激しく批判しており、明治維新を革命とし「維新革命の本義は実に民主主義にあり」と述べている。天皇の国家、天皇の国民ではなく、国民の天皇であり、天皇が一国民として、一般の国民と共に国家のために行動する「公民国家」こそが、明治維新すなわち北が言う「維新革命」の本来の理想ではなかったのかと主張している。
内務省は、これを危険思想と見なし、直ちに発売禁止処分とした。北は、要注意人物として特高警察の監視対象となった。
なお、この著作は、第二次大戦後、GHQが部分的に出版を認めた。現在は全文を読むことができる。

## 概要
北の思想は日露戦争期に独特の発展を見る。すなわち、社会主義を支持しながらも当時の社会主義者の主流であった非戦論には同調できず、国家主義を支持しながらも当時の国家主義者の主流であった国体論には同調できなかった。そこで早稲田大学聴講生となった1904年（明治37年）頃より著作を準備し、再上京した1905年（明治38年）には帝国図書館（上野図書館）に通いながら本書をまとめた。1906年（明治39年）5月9日に有斐閣・同文館・東京堂などを取次店として500部を刊行した。だが、その5日後に内務省によって発売禁止処分とされた。
その内容は大きく分けて2つに分かれる。まず、北は進化論の観点から人類は相互扶助の精神によって生存競争の対象を家族から部族、国家単位へと進歩してきたと論じ、その間に社会的同化作用によって内部の団結力を強化することで社会を進化させてきたと説いた。そして、国家は君主が主権を有する「君主国家」から国家自身が主権を有する「公民国家」へと進化するとして、明治維新を日本における「君主国家」から「公民国家」への一種の「革命」であると論じた。ところが、大日本帝国憲法において天皇を「万世一系」としたのは、日本の皇室の史実に反する上、憲法改正手続に帝国議会の賛同を規定したのは、「公民国家」を天皇と帝国議会が共同で運営する「民主政体」によって運営することを前提にしていると主張した。この観点からして国家主義者の国体論は反革命思想であり、日本の国家のあり方に反すると非難した。更に期待は「公民国家」の発展強化のためには普通選挙を導入して労働者と農民が政治に参加して合法的に社会主義体制を確立する。その上で国内では生産手段を国有化して資本家と労働組合が協調することで最高の生産性を確保して国民生活の向上に努め、最終的には国家全体の強化につなげるというものであった。
本書は直ちに発売禁止にされたため、西欧社会民主主義を国家主義に結び付けようとした北の発想はほとんど知られることなく終わった。後に北が作成した『日本改造法案大綱』には同書の影響が現れている。